# 512 v. Chr.
Portal Geschichte | Portal Biografien | Aktuelle Ereignisse | Jahreskalender | Tagesartikel

◄ |
7. Jahrhundert v. Chr. |
6. Jahrhundert v. Chr. |
5. Jahrhundert v. Chr. |
►

◄ | 530er v. Chr. | 520er v. Chr. | 510er v. Chr. | 500er v. Chr. |
490er v. Chr. |
►

◄◄ | ◄ | 515 v. Chr. | 514 v. Chr. | 513 v. Chr. | 512 v. Chr. |
511 v. Chr. |
510 v. Chr. |
509 v. Chr. |
► |
►►

## Ereignisse

### Politik und Weltgeschehen
- Nachdem er im Vorjahr eine Schiffbrücke über den Bosporus hat schlagen lassen, erobert der persische Großkönig Dareios I. das Reich der Thraker. Mit diesem Feldzug kommen die Perser erstmals in näheren Kontakt mit den Griechen.
- um 512 v. Chr.: Das Perserreich erobert Chios.

### Sport
- Beim Ringkampf der Olympischen Spiele trifft der junge Timasitheos von Kroton auf seinen über vierzigjährigen Landsmann Milon, der schon sechs Olympiasiege zu verbuchen hat. Die Angaben über den Ausgang des Kampfes sind unklar, er endet wohl unentschieden.